# Antichloris toddi
Antichloris toddi là một loài bướm đêm thuộc phân họ Arctiinae, họ Erebidae.